# Torgny Lychnell
Torgny Lychnell, född 20 september 1881 på Segersta i Knivsta församling, Uppsala län, död 28 augusti 1969 i Skebobruk, Ununge församling, Stockholms län, var en svensk militär.
Torgny Lychnell var son till handlaren Lars Leonard Lychnell. Han blev underlöjtnant vid Dalregementet 1903 och avlade intendentexamen 1909. Lychnell var regementsintendent vid Norrlands dragonregemente 1909–1913 men tog avsked 1913 och var instruktör vid persiska gendarmeriet till 1915. Efter att 1915 ha återinträtt i svenska armén tjänstgjorde han vid Arméförvaltningens utrustningsbyrå till 1916 och var regementsintendent vid Svea artilleriregemente 1916–1926 med avbrott 1918, då han deltog i finska inbördeskriget. Han blev major i intendenturbefattning vid flygvapnet 1926, överstelöjtnant där 1928, överste 1933 och var chef för Flygförvaltningens intendenturavdelning 1936–1941 varpå han erhöll avsked ur aktiv tjänst. Lychnell var stadsfullmäktig i Umeå 1911–1913. Han blev riddare av Svärdsorden 1924, kommendör av andra klassen av samma orden 1936 och kommendör av första klassen 1939.